# 中国女子大学
中国女子大学，简称“女大”，是中国共产党在抗日战争时期创建的一所专门培养妇女干部而开设的大学。

## 简介
毛泽东在1939年6月延安高级干部会议上也强调：“我们历来最缺少的干部是妇女干部，妇女运动经验亦没有总结，这个缺点必须补救。没有一批能干而专职的妇女工作干部，要开展妇女运动是不可能的。”而抗日军政大学、陕北公学虽然也大量招收女学员，但是男女混合编班上课，并没有专门针对培养妇女运动的女学员有专门的教学措施。根据中共中央关于“开展与加强妇女工作的决定”和毛泽东的倡议，创办女子大学“以养成具有斗争理论的基础、革命工作方法、妇女运动专长和相当职业技能等抗战建国知识的妇女干部为目的。”1939年5月，女大开始招生。1939年7月20日15时中国女子大学成立暨开学典礼在陕甘宁边区延安杨家岭中央大礼堂举行。毛泽东、周恩来等在延安的全部政治局委员出席开学典礼并讲话。毛泽东在会上致词说：“当着全国妇女起来，风起云涌之际，希望女大赶快培养造就大批妇女干部，到全国各地去领导广大的妇女运动。”“全国妇女起来之日，就是中国革命胜利之时。”
校长王明（中共中央政治局委员、中央妇委书记兼）/李富春（中央办公厅主任、中央妇委书记兼），副校长柯庆施、林莎，教务处长张琴秋，政治处长孟庆树，校务会秘书长郭靖（郭霁云），总务处长王志新/吴朝祥。教务处组织教育科科长叶群。校址在延安北门外杨家岭和王家坪之间100多孔特意开凿的山坡窑洞。有学员近500人，其中有知识分子、女工、农妇、家庭妇女、奔赴延安的青年女学生，从敌方监狱获释的女革命者，红军女战士、归国抗日华侨等。年龄41岁至14岁。编班：
- 普通班：具有中学文化程度，主要是国统区来的女青年，共办了9个班。其中一期办6个班：一、二班是中央党校女生队归并过来的；三、四班是抗大女生队归并过来的；五、六班是新抵达陕北的女青年班。
- 高级班：党政军的高级女性领导、国统区来的高级女知识分子，两期共2个班
- 陕干班：陕甘宁边区基层妇女干部，需要补习文化知识，办1班50余人
- 特别班：经过长征有一定战斗经验但知识文化程度较低的红军女战士，以及女工、从国统区来的文化较低的女青年。办1个班百多人，学习文化课包括语文、算术、自然等。

“半农半学”，学制为两年，其中高级班为一年。讲授课程包括：
- 党史
- 近代史
- 社会发展史
- 政治经济学
- 抗日游击战争及抗日民族统一战线
- 新民主主义
- 中国革命问题（中国问题、中共问题、三民主义）
- 妇女问题
- 识字课（特别班）
- 新闻速记
- 会计
- 医药卫生常识
- 外语
- 哲学
- 音乐
- 文学戏剧

埃德加·斯诺于1939年在延安见到了“一个真正的女英雄的大学”每个学生每月花费大约美金四角，拍摄了“女子大学的露天课堂”、“女子大学前的女哨兵”等著名新闻照片
在“精兵简政”背景下，中国女子大学后于1941年8月底学院毕业后，于1941年9月与陕北公学、泽东青年干部学校合并成立延安大学。中国女子大学累计培养了1000多名妇女干部。

## 知名校友
初步统计，有近10名副省部级干部，80%的健在校友是局级干部。
- 薛明
- 丁雪松（第一位女大使）
- 侯波（中南海摄影师）
- 章岩(原辽宁省政协副主席)
- 于蓝
- 沈霞（茅盾的女儿）
- 康岱沙(新中国第一代女外交官)